# 46P/Wirtanen
46P/Wirtanen is een kleine, kortperiodieke komeet met een baanperiode van 5,4 jaar. Zij was het oorspronkelijke doel voor onderzoek door de Rosetta ruimtemissie van de European Space Agency, maar doordat het lancerings-tijdstip gemist werd, is Rosetta uiteindelijk naar 67P/Churyumov–Gerasimenko gestuurd. Wirtanen behoort tot de Jupiterfamilie van kometen die alle aphelia hebben tussen 5 en 6 AU. De geschatte diameter is 1,2 kilometer.

## Ontdekking
46P/Wirtanen is fotografisch ontdekt op 17 januari 1948 door de Amerikaanse astronoom Carl A. Wirtanen. De fotografische plaat werd gemaakt op 15 januari tijdens een onderzoek naar de eigenbeweging van sterren voor het Lick Observatorium. Omdat er initieel slechts weinig waarnemingen waren duurde het meer dan een jaar om te bevestigen dat het om een kortperiodieke komeet ging.

## Perihelium passages
De dichtste nadering in 2013 was ongunstig en bereikte slechts een magnitude van 14,7.
Op 16 december 2018 kwam de komeet langs op 0,0774 AU van de aarde, en bereikte daarbij een verwachte magnitude van 4,2, de helderste nadering voor de komende 20 jaar.
Er was een wereldwijde waarneemcampagne georganiseerd om de gunstige nadering van de komeet te kunnen benutten.

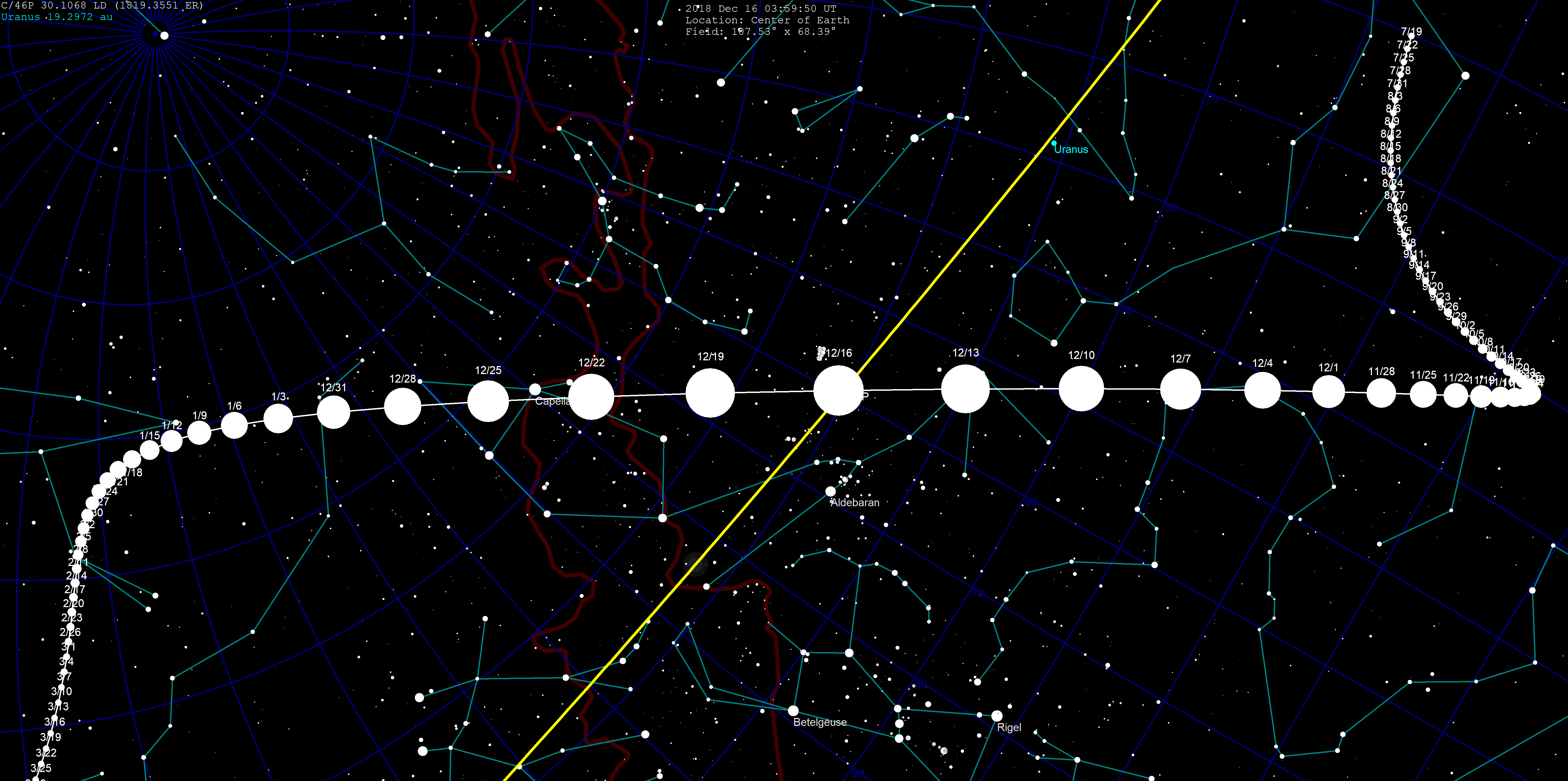
Pad van 46p over de sterrenhemel gedurende het jaar 2019. De grootte is hier omgekeerd proportioneel aan haar afstand.
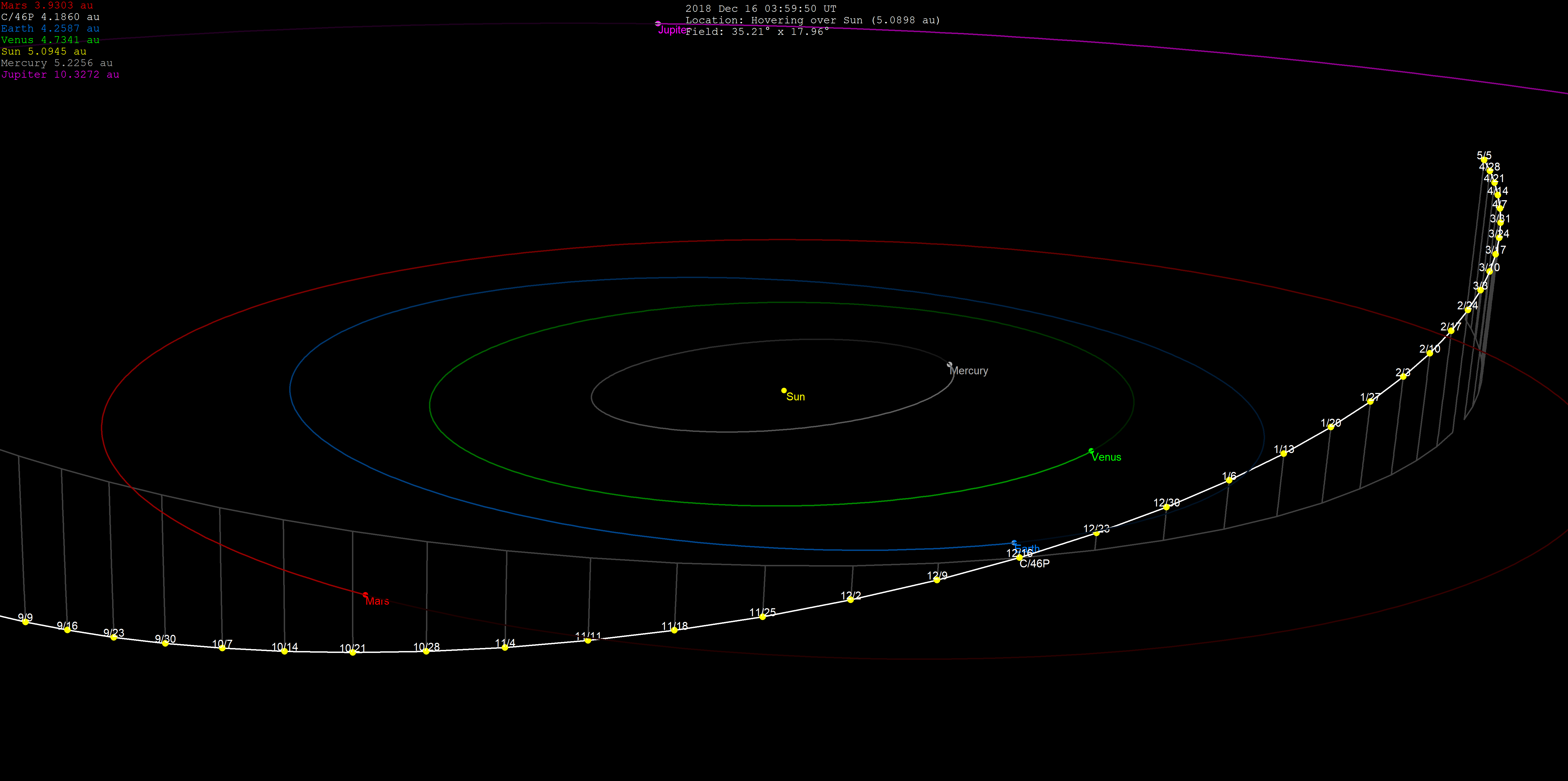
De baan van 46P in 2018, die laat zien hoe ze van zuid naar noord en de ecliptica oversteekt rond haar dichtste nadering op 16 december 2019.